# Sant Pere d'Ullastret
L'església de Sant Pere d'Ullastret està localitzada al centre del municipi d'Ullastret a la comarca del Baix Empordà. És un monument protegit i inventariat dins el Patrimoni Arquitectònic Català.
L'església parroquial és de construcció romànica del segle xi, encara que en un precepte del rei Carles el Simple, de l'any 899, s'esmenta un primer temple dedicat a sant Pere i a sant Joan. Durant els segles xvii i xviii hi va haver reformes que van afectar principalment la porta d'entrada i les capelles laterals que es van unir a la planta primitiva.

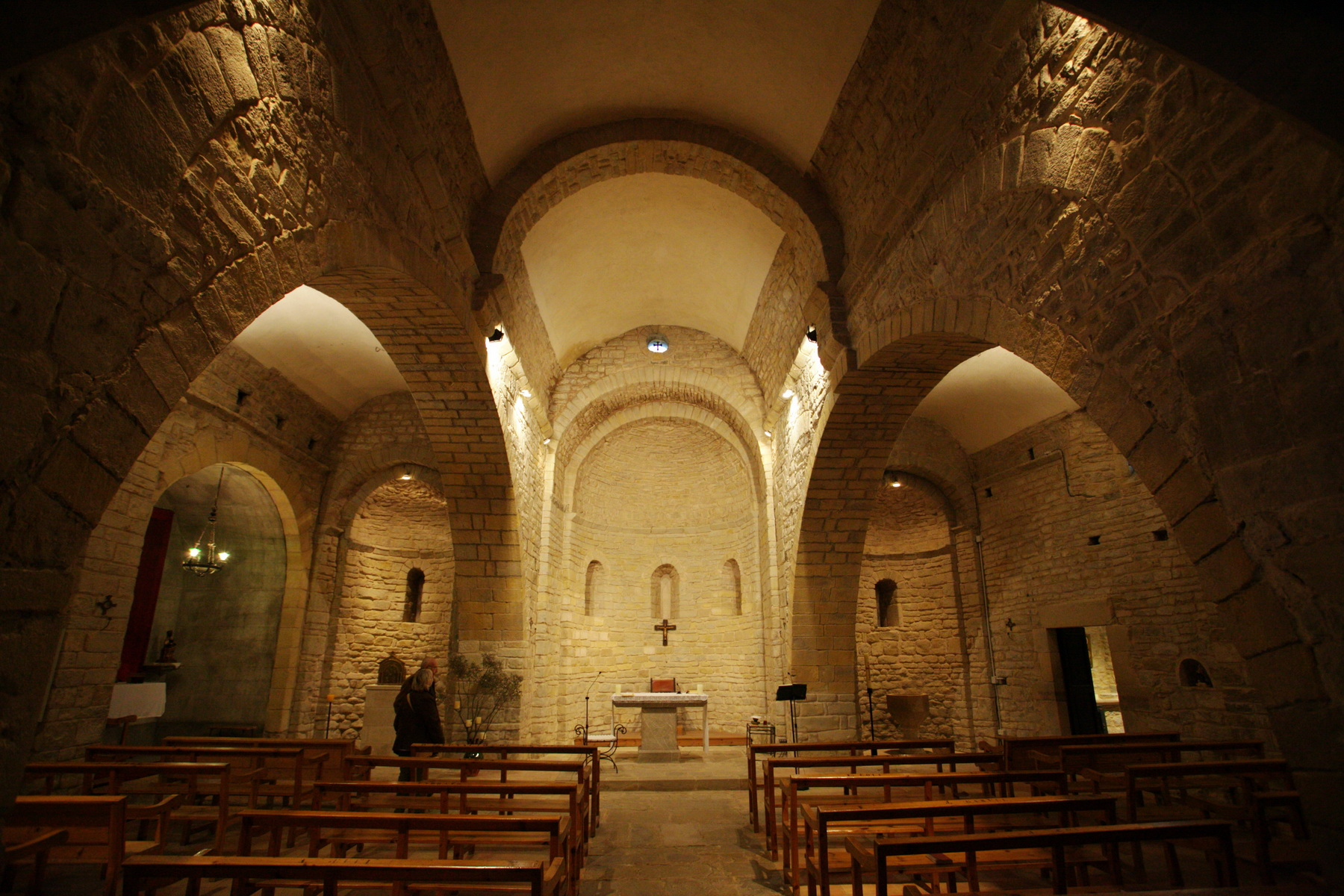
Interior del temple

## L'edifici
Consta de planta basilical de forma trapezoïdal, amb tres naus, la central amb més altura; les tres tenen volta de canó reforçades amb dos arcs torals. Tant l'absis central com les absidioles estan cobertes amb voltes de quart d'esfera. Destaquen les dues impostes de l'arc toral de la nau central, representant en una d'elles un lleó i en l'altra dues sirenes, una femenina i altra masculina.
A l'exterior, els absis estan amb decoració llombarda, amb arcuacions cegues en sèries de quatre entre lesenes en el central i l'absis de la part nord té un fris amb sis arcuacions entre lesenes i l'absidiola del sud té dues sèries de dos i tres arcs també entre lesenes.
El campanar és de cadireta amb dues parelles d'arcs.
Damunt de la coberta, sobre la nau central, destaca amb planta quadrangular amb teulada i finestres a quatre vents, el comunidor, construït en les reformes del segle xviii.